# Егоров, Георгий Данилович
Георгий Данилович Егоров (19 июля 1907, Санкт-Петербург — 19 мая 1965, Ленинград) — бригадир сталеваров Государственного завода «Большевик» Ленинградского совнархоза. Герой Социалистического Труда (21.05.1963).

## Биография
Родился в семье рабочего в июле 1907 года
В возрасте 19 лет после окончания ремесленного училища устроился разнорабочим на завод «Большевик» в Ленинграде.
Пройдя все этапы профессионального роста, начиная с подручного сталевара, в 1935 году начал возглавлять собственную бригаду сталеваров.
В годы Великой Отечественной войны и блокады Ленинграда бригада сталеваров под руководством Георгия Егорова продолжала изготавливать металл. За особый вклад в оборону Ленинграда Егоров был награждён в начале 1942 года орденом Трудового Красного Знамени.
В 1943 году принял участие в восстановлении мартеновского хозяйства.
В 1950 году был переведён на должность мастера.
В 1959 году в связи с необходимостью освоения печи нового типа, он снова был назначен сталеваром. Бригада под руководством Егорова была отмечена званием коллектива коммунистического труда.
21 мая 1963 года Президиум Верховного Совета СССР своим указом за отличные достижения в работе, совершенствовании технологий производства стали, присвоил Георгию Даниловичу Егорову звание Героя Социалистического Труда с вручением ордена Ленина и золотой медали «Серп и Молот».
В возрасте 57 лет вышел на пенсию. жизнь прожил в Санкт-Петербурге.
Умер в 1965 году в возрасте 58 лет.

## Награды
- Орден Ленина (награжден 21 мая 1963 года)
- Орден Трудового Красного Знамени (18 января 1942 года)